# Przemyśl (gemeente)
De gemeente Przemyśl is een landgemeente in het Poolse woiwodschap Subkarpaten, in powiat Przemyski.
De zetel van de gemeente is in Przemyśl.
Op 30 juni 2004 telde de gemeente 9140 inwoners.

## Oppervlakte gegevens
In 2002 bedroeg de totale oppervlakte van gemeente Przemyśl 108,39 km², waarvan:
- agrarisch gebied: 58%
- bossen: 34%

De gemeente beslaat 8,93% van de totale oppervlakte van de powiat.

## Administratieve plaatsen (sołectwo)
Gemeente Przemyśl bestaat uit volgende plaatsen (sołectwa):
- Bełwin, – sołtys : Bożena Guła
- Grochowce,- sołtys : Maria Jakubowska
- Hermanowice, – sołtys : Grzegorz Finik
- Krówniki,- sołtys : Stanisław Szewczyk
- Kuńkowce, – sołtys : Stanisław Bosak Koza
- Łętownia,- sołtys : Stanisław Gudz
- Łuczyce,- sołtys : Czesław Baran
- Malhowice,- sołtys : Mieczysław Makarski
- Nehrybka, – sołtys : Marian Kołodziejczyk
- Ostrów,- sołtys : Jerzy Jankowski
- Pikulice, – sołtys : Stanisław Pacuła
- Rożubowice, – sołtys : Piotr Olszański
- Stanisławczyk, – sołtys : Krystyna Gołębiowska
- Ujkowice,- sołtys : Ireneusz Włoch
- Wapowce,- sołtys : Wiesław Sowa
- Witoszyńce, – sołtys : Maria Pilip

## Demografie
Stand op 30 juni 2004:
| Omschrijving                   | Totaal | Totaal | Vrouwen | Vrouwen | Mannen | Mannen |
| ------------------------------ | ------ | ------ | ------- | ------- | ------ | ------ |
| eenheid                        | aantal | %      | aantal  | %       | aantal | %      |
| inwoners                       | 9140   | 100    | 4593    | 50,3    | 4547   | 49,7   |
| bevolkingsdichtheid (inw./km²) | 84,3   | 84,3   | 42,4    | 42,4    | 42     | 42     |

In 2002 bedroeg het gemiddelde inkomen per inwoner 1192,34 zł.

## Aangrenzende gemeenten
Fredropol, Krasiczyn, Krzywcza, Medyka, Przemyśl, Żurawica. De gemeente grenst aan Oekraïne.
- Virtual International Authority File: 149523398
- WorldCat: E39PBJqjYyvb7dr47MPrhvJJjC